# Sułtan-Jangi-Jurt
Sułtan-Jangi-Jurt (ros. Sułtan-Jangi-Jurt) – wieś w Rosji, w Dagestanie, w rejonie kiziliurtowskim. W 2010 liczyła 8579 mieszkańców, głównie Awarów.

## Urodzeni
- Boris Kibiriew – radziecki i rosyjski polityk.